# Fábián József (színművész)
Fábián József (Nyíregyháza, 1934. március 31. – Nyíregyháza, 1991. június 27. vagy előtte) magyar színész.

## Életpályája
Szülővárosában gyerekeskedett, itt végezte iskoláit. Volt gépkezelő, villanyszerelő, vállalati tervosztály-vezető, határőr. Színészi pályája énekkari tagként indult a Miskolci Nemzeti Színházban, 1957-től itt kapta első szerepeit is. 1958-tól az egri Gárdonyi Géza Színházban játszott. 1962-től az Állami Déryné Színház tagja lett. 1981-től a Móricz Zsigmond Színház állandó társulatának alapító tagja volt. 1964-ben nyilatkozta:

„Végre! Ez a csatakiáltás annak a számomra vidám eseménynek szól, hogy két év után kiléphettem a bonviván szerepkörnek nevezett „skatulyából”. Kedvvel alakítom Az igaziban kapott szerepemet. Örülnék, ha a közönség is kedvét lelné benne!”

Pályájáról mesélte:

„Amikor az opera Miskolcon megszűnt, én ott maradtam segédszínész beosztásban. Miközben átszerződtem Egerbe,
jelentkeztem a főiskolára, de elküldtek azzal, hogy ,színház szagom' van. Básti Lajos tanár úr felfigyelt rám és hosszan elbeszélgetett velem. Neki köszönhetem, hogy az egyik szezon elején, amikor az igazgató felsorolta az újonnan szerződtetett színészek neveit, engem is mint új színészt jelentett be. Ettől kezdve mint szinész dolgoztam, persze főleg operett bonvivánként. De játszottam prózát is ...”

Házastársa Mátyus Emmi színésznő volt.

## Fontosabb színházi szerepei
- William Shakespeare: Sok hűhó semmiért... Antonio
- Carlo Goldoni: A hazug... Nápolyi kocsis
- Molière: Fösvény... Zabszár
- Alexandre Dumas: A három testőr... Porthos
- Victorien Sardou – Émile de Najac: Váljunk el!... Joseph, főpincér
- Fjodor Mihajlovics Dosztojevszkij: Ördögök... Tolkacsenko
- Valentyin Petrovics Katajev: Bolond vasárnap... Leo Bujkálov
- Gian Paolo Callegari: Megperzselt lányok... Rendőrségi írnok
- Molnár Ferenc: Liliom... Liliom
- Vörösmarty Mihály: Csongor és Tünde... Kalmár
- Jókai Mór: Az aranyember... Gányi, titkár
- Szigligeti Ede – Tabi László: Párizsi vendég... Bandi
- Móricz Zsigmond: Úri muri... Malmossi;  Ködmön András
- Móricz Zsigmond: Lúdas Matyi... Szabó
- Móricz Zsigmond: Légy jó mindhalálig... Juhász
- Németh László: Galilei... Szolga
- Darvas József: Hajnali tűz... II. paraszt
- Sándor Kálmán: A harag napja... Egy bányász
- Király Dezső: Az igazi... Viola Péter
- Sarkadi Imre: Oszlopos Simeon... szereplő
- Hernádi Gyula: Szép magyar tragédia... Őrmester
- Abody Béla: Nyomozás... I. egyetemista
- Dobozy Imre: Szélvihar... Vadászkalapos
- Kacsóh Pongrác: János vitéz... Kukorica Jancsi
- Nyerges András: Az ördög győz mindent szégyenleni... ... Tóth András
- Gyurkó Géza – Herbst Ferenc: Ítélnek az istenek... 2. teremőr
- Johann Strauss: A denevér... Alfréd
- Iszaak Oszipovics Dunajevszkij: Szabad szél... 3. matróz
- Ábrahám Pál: Hawai rózsája... Bobbie Flipps, tengerészkadett
- Ábrahám Pál: Viktória... Koltay, újságíró; Kínai főpap
- Ábrahám Pál: Bál a Savoyban... Henry de Faublas marquis; Celestin Fourmint, ügyvéd
- Kálmán Imre: A montmartre-i ibolya... Raoul
- Kálmán Imre: Csárdáskirálynő... Edvin
- Lehár Ferenc: Vándordiák... Drághy Péter
- Lehár Ferenc: Luxemburg grófja... Saville, René barátja
- Huszka Jenő: Gül Baba... Gábor, magyar lantos diák
- Farkas Ferenc: Anyósgenerális (Vők iskolája)... Harmadik vő
- Jacobi Viktor: Leányvásár... Tom Miglas
- Eisemann Mihály: Bástyasétány 77... Zsigmond; Dr. Csóka
- Eisemann Mihály: Fekete Péter... Fleuron, ny. altábornagy
- Szirmai Albert: Mézeskalács... Jóska, bujdosó katona
- Zerkovitz Béla: Csókos asszony... Dorozsmay Pista
- Berté Henrik: Három a kislány... Vogl, operaénekes
- Paul Burkhard: Tűzijáték... Henrik bácsi, bankár
- Cezar Szamojlovics Szolodar: Dalol a tavasz... Grigorij
- Jurij Szergejevics Miljutyin: Juanita csókja... Pablo, diák
- Jurij Szergejevics Miljutyin: Nyugtalan boldogság... Matróz; Pável hadnagy
- Carlo Collodi: Pinokkió... Gazda; Kocsis
- Pancso Pancsev: A négy süveg... Fővadász
- Sármándi Pál: Peti kalandjai... János vitéz